# San Lorenzo (Córdoba, Argentina)
San Lorenzo es una localidad argentina de la Provincia de Córdoba, perteneciente al departamento San Alberto. Se caracteriza principalmente por su naturaleza, río, pájaros, senderos y pictografías.
El Río Panaholma recorre San Lorenzo de norte a sur desde su mismo nacimiento y recibe al Arroyo Toro Muerto, que cruza desde la falda de las Sierras a 800 m de la plaza del pueblo. 
Es una localidad turística, donde sus principales atractivos son los balnearios y el senderismo, que se potencia por la presencia de pictografías.

## Población
Cuenta con 2200 habitantes (Indec, 2022).. frente a los 1029 habitantes (Indec 2010) tuvo un incremento del 53% ante el censo anterior.
| Gráfica de evolución demográfica de San Lorenzo entre 1991 y 2022 |
|                                                                   |
| Fuente: Censos nacionales del INDEC                               |

## Prehistoria
Como todo Traslasierra, San Lorenzo fue lugar de asentamiento de la Cultura Ayampitín (8000 a 1000 a. C.), que se desarrolló en las pampas de altura de las provincias de Córdoba y San Luis, cazadores de grandes animales (guanacos, cérvidos y ñandúes), como lo atestiguan las puntas de lanza en forma de hoja, que se arrojaban con ayuda de un propulsor (no habían desarrollado el arco). También eran recolectores de semillas, raíces y frutos, demostrado por el hallazgo de molinos planos (llamados conanas). Entre el 1000 y 800 a. C. se produjeron significativos cambios climáticos, con una acentuada disminución de las precipitaciones, época que coincide con la aparición de vestigios de una cultura reemplazante, la Comechingón, la cual estaba influida por el contacto con culturas andinas. Aparecen así la cerámica y las puntas de flecha de forma de pino y almendra, más pequeñas, que se arrojan con arco. Los Comechingones cultivaron maíz, poroto y zapallo, elaboraban la algarroba y domesticaron la llama. A lo largo del río Panaholma y el arroyo Toro muerto se encuentran morteros y conanas que demuestran la presencia de los pobladores prehistóricos, en la zona de La Quebrada, el sitio de pictografías y petroglifos “Guanaquito rojo”, muestra también cuevas y corrales.

## Historia
El choque cultural de la conquista arrasó a los pobladores indígenas de la zona, menos desarrollados tecnológicamente y más pacíficos que los de otras zonas de la Argentina. Estos fueron asignados a encomiendas fundamentalmente en Santiago del Estero y Córdoba.
En el siglo XVII se distribuyen las tierras de la zona de Traslasierra, aparece allí, por primera vez el topónimo San Lorenzo como nombre alternativo de la estancia Quisquisacate, y comienza el cambio de la fisonomía regional, con la introducción de plantas productivas europeas, como los frutales y forrajes, la producción ganadera, fundamentalmente de mulkas destinadas al trabajo en las minas del Alto Perú. Para el siglo XIX se vuelven a subdividir las grandes estancias, quedando la región en posesión de Don José Quevedo, cuyo hijo, Fray Gaspar de Quevedo, hereda la estancia San Lorenzo, ya reducida en extensión, que pasa por diferentes ventas hasta ser adquirida por el Presbítero Aguirre. En la parte sur de la estancia y al margen del río Panaholma comenzó a perfilarse una aldea, donde luego Aguirre fundaría el pueblo de Villa del Tránsito, hoy Villa Cura Brochero; y en la zona norte San Lorenzo. En una carta del cura Brochero este escribe: ”Tuvo ojos de Lince (el Pbro, Aguirre) y vio que este pedazo de suelo llamado San Lorenzo, sería pronto una gran cosa, por cuya razón compró un lote de terreno y delineó un punto”. 

## Ubicación geográfica
San Lorenzo se encuentra “Al pie de las Sierras Grandes” en la porción norte del valle. Desde el punto de nacimiento del Río Panaholma en la unión de los ríos La Hornilla y Taruca Pampa (o Rugapampa). Al norte San Lorenzo acompaña territorialmente el fluir del Panaholma hasta poco antes de su encuentro con el río Mina Clavero.
San Lorenzo conforma una faja de valle y lomas de altitud promedio de 1000 m s.n.m. que tienen al Panaholma como referencia al oeste y el cordón de las sierras de Achala al este. Estas sierras forman parte del cordón de las sierras grandes ( Montañas nuevas hechas con rocas viejas) que contienen la mayor altura de la provincia, el Cerro Champaqui de 2.890 metros de altura.

## Clima, flora y fauna
El clima es marcadamente continental, con gran amplitud térmica diaria y estacional. Seco y con lluvias predominantes en verano y otoño, haciendo que confluyan y se entremezclen las ecorregiones del chaco seco, bosque serrano y romerillal.
Predominan especies de la familia familia Fabaceae. Prosopis, tales como Prosopis alba, Prosopis chilensis, Prosopis torquata, Prosopis flexuosa y mayormente Prosopis nigra. Además, son abundantes las especies de la tribu Acacieae, tales como Vachelia astringes, Parasenegalia visco, Vachelia aroma, Senegalia praecox, Senegalia gilliesii y mayormente Vachelia caven, el espinillo. Además, también predominan Ramnáceas, Nictagináceas, Zigofiláceas, Anacardiáceas, Asteráceas, Ephedraceas, Cactáceas, Solanáceas, etc.
La fauna es la típicamente asociada a estas ecorregiones: pumas, zorros,zorrinos, cuises, hurones,comadrejas (zarigüellas) vizcachas, tarucas o sacha cabras (corzuela) son los mamíferos más representativos. Entre los batracios cabe destacar el sapito serrano (pequeño, de color azabache con pintas de color naranja intenso), la rana del zarzal, el escuerzo y el sapo buey. Entre los ofidios antes del XX se encontraban yararás chicas y víbora de coral, aunque desde el siglo XX las serpientes han sido prácticamente exterminadas en la zona, quedando en su lugar las culebras (ofidios no venenosos) que tienen semejanzas (por ejemplo la falsa yarará y la falsa coral).
La avifauna es muy variada y abundante haciendo que el avistaje de aves sea una de las prácticas del turismo con mayor crecimiento y desarrollo futuro. Son comunes los loros barranqueros, cardenales, urracas criollas o pirinchos, halcones peregrinos, águila escudada, gavilán chico, palomas torcacitas, diversas especies de pájaros carpinteros y colibríes, diversas especies de patos, tordos, aguiluchos, cabecitas negras, reinas moras, reyes del bosque, benteveos, lechuzas, golondrinas (éstas en verano), zorzales, sietecolores, crespines, perdices etc. Sin embargo los ñandúes ya no se encuentran en estado silvestre. 
Los cóndores se avistan cada año con mayor frecuencia, siendo más fácil la observación de jotes en sus dos especies, cabeza negra y colorada. Mención especial para el Martín pescador grande, difícil de encontrar en otros sitios y abundante en la zona.

## Turismo
En los últimos años el perfil productivo y demográfico del pueblo ha ido cambiando al ritmo de la creciente oferta turística.  Hornos de ladrillos y tambos fueron reemplazados por numerosos complejos de cabañas, posadas, recreos y balnearios.
Existen zonas de playas sobre el río Panaholma , zona de las playas del sur, acceso por capilla del Niño Jesús, confluencia con arroyo Toro muerto, paraje Las Maravillas, y nacimiento del río.
El arroyo Toro muerto, ofrece zonas de ollas y cascadas de acceso libre y tarifado.
El senderismo es la actividad de mayor crecimiento en los últimos tiempos, y San Lorenzo participa del Mes del Senderismo de la Provincia de Córdoba, con circuitos que combinan el contacto con río, arroyo, sitios arqueológicos y monumentos naturales como el “puente de piedra” y el “mogote La Hornilla”.
Se pueden realizar actividades de turismo alternativo como cabalgatas, parapente, canotaje, senderismo, avistaje de aves.

## Cómo llegar a San Lorenzo
- Desde la ciudad de Córdoba (159 km) por Ruta Nacional 20, a través del Camino de las Altas Cumbres
- Desde Buenos Aires (835 km) por Ruta Nacional 9
- Desde la ciudad de Mendoza (474 km) por Ruta Nacional 20

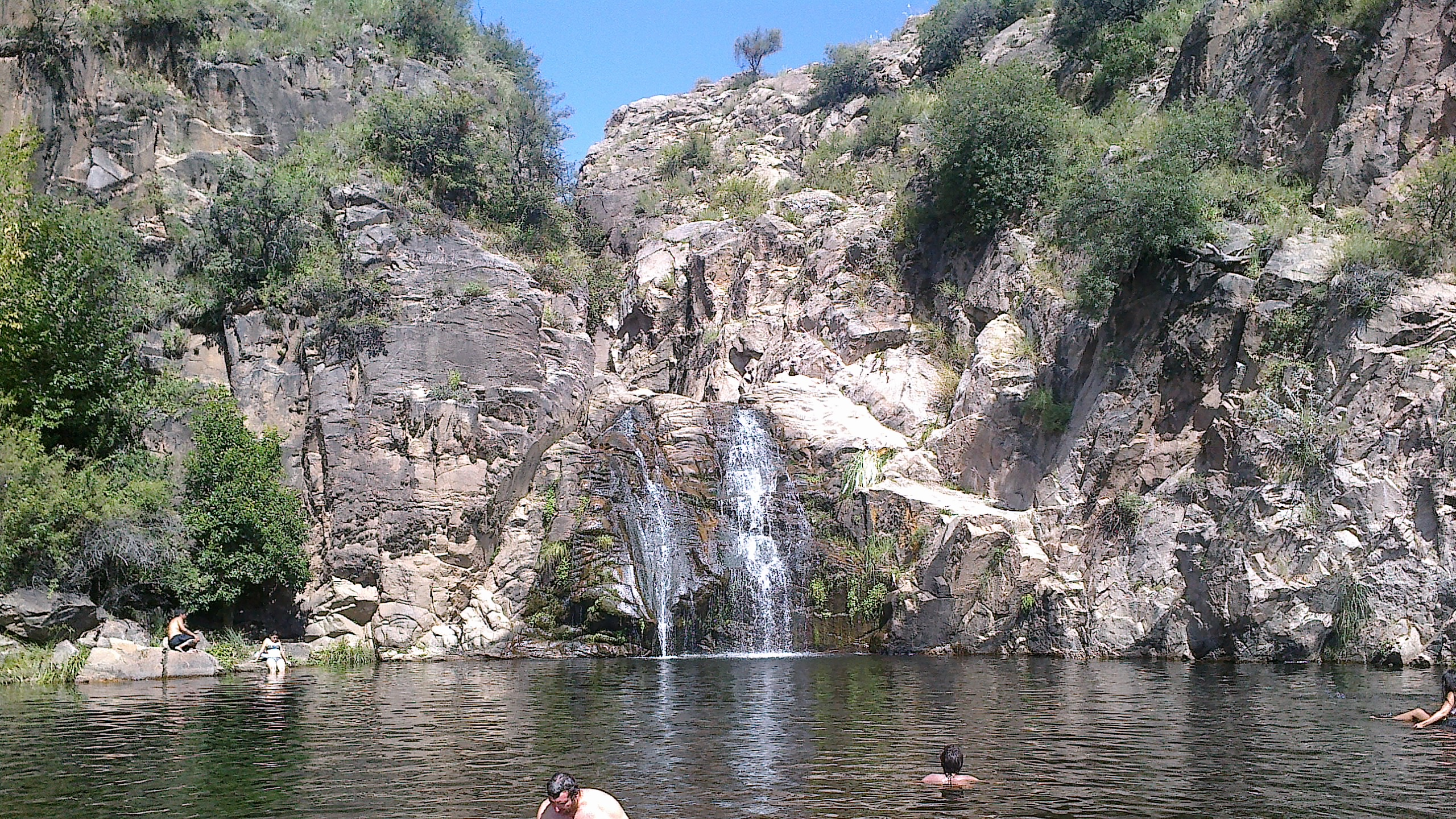
Cascada Toro Muerto